# Эвгленовые
Эвгленовые (лат. Euglenoidea) — класс протистов, объединяющий около 1000 одноклеточных, реже колониальных видов. Эвгленовые обитают в пресных водоёмах по всему миру. Небольшое число представителей приурочены исключительно к солоноватым и морским водам — роды Eutreptia, Eutreptiella, Klebsina, отдельные виды других родов, где они встречаются в планктоне, зарослях прибрежных водорослей и интерстициали песчаных пляжей.

## Строение
Эвгленовые — микроскопические одноклеточные организмы, размеры которых измеряются десятками микрон. Клеточная стенка отсутствует, гликокаликс обычно присутствует и бывает хорошо развит. Форму клетки поддерживают специализированные структуры кортикальной (поверхностной) цитоплазмы, образующие характерный для этой группы тип покровов — эвгленоидную пелликулу, или кутикулу. Пелликула состоит из параллельных эластичных белковых лент, имеющих связки между собой и с подстилающими их микротрубочками. Белковые ленты характеризуются S-образным сечением и огибают клетку по спирали, придавая её поверхности характерную форму. Элементы пелликулы многих эвгленовых сохраняют взаимную подвижность, благодаря чему обеспечивают одну из форм движения — метаболию, в ходе которой по телу распространяются крупные перистальтические волны. Эвгленовые используют метаболию для движения по субстрату, фаготрофные формы (например, Peranema) могут прибегать к ней при заглатывании особенно крупных жертв. Представители с очень плотной пелликулой к метаболии не способны.
С плазмалеммой соединены слизистые тела, содержимое которых используется для смазки поверхности тела при движении и образовании пальмеллоидных форм. Свободноплавающие трахеломонады и стромбомонады выделяют вокруг клетки слизистый домик углеводной или белковой природы, часто инкрустированный солями железа или марганца. У некоторых эвгленовых присутствуют мукоцисты.
На переднем конце клетки расположено крупное впячивание состоящее из узкого канала и обширного резервуара. Резервуар — единственный участок клетки эвгленовых, где нет пелликулы. С ним ассоциирован комплекс сократительной вакуоли и цитостом. У фотосинтетических представителей к дорсальной стенке резервуара прилегает стигма, состоящая из нескольких (реже из одной-двух) покрытых мембраной глобул каротиноидов (обычно бета-каротина).
Жгутики отходят от дна резервуара и выходят наружу через канал. Как правило, эвгленовые обладают двумя неравными жгутиками (реже жгутик один либо их нет вовсе). Мастигонемы присутствуют и расположены в три ряда, которые образуют спираль. Параллельно аксонеме расположен белковый парафлагеллярный тяж, гомологичный парафлагеллярному тяжу кинетопластид. У фотосинтетических представителей вблизи основания длинного жгутика, напротив стигмы, присутствует фоторецептор — кристаллоподобное парафлагеллярное тельце.
Согласно современным представлениям для многих современных бесцветных эвгленовых гететрофное (осмотрофное или фаготрофное) питание первично. Хлоропласты, при их наличии, одеты тремя мембранами. Наружную называют эндоплазматическим ретикулумом хлоропласта, причём он не соединён с ядерным эндоплазматическим ретикулумом. Согласно теории симбиогенеза, мембрана эндоплазматического ретикулума — это плазмалемма празиновой зелёной водоросли, поглощённой предком фотосинтетических эвгленовых, либо мембрана фагосомы хозяина. При длительном пребывании в темноте эвгленовые утрачивают хлоропласты.
Основным запасным веществом служит полисахарид парамилон, у ряда представителей также описаны гликоген, хризоламинарин и липидные капли.

## Систематика
Лев Семёнович Ценковский, обнаружив у эвгленовых пальмеллевидное состояние, отнёс их к растениям.
Общеупотребительной являлась система Гордона Лидаля (1967), в соответствии с которой отдел Euglenophyta содержал только один класс Euglenophyceae и шесть порядков.

### Современное положение в системе
Согласно современной филогенетической систематике протистов, эвгленовые относятся к кладе Excavata. Вместе со своими ближайшими родственниками — трипаносомами и бодонидами — они образуют внутри экскават кладу эвгленозои (Euglenozoa).

## Основные роды
- Euglena Ehrenberg, 1830 — Эвглена
- Astasia Dujardin, 1841 — Астазия
- Colacium Ehrenberg, 1838 — Колациум
- Phacus Dujardin, 1841 — Факус
- Monomorphina Mereschkowsky, 1877 — Мономорфина
- Lepocinclis Perty, 1852 — Лепоцинклис
- Cryptoglena Ehrenberg, 1835 — Криптоглена
- Trachelomonas Ehrenberg, 1833 — Трахеломонас
- Strombomonas Deflandre, 1930 — Стромбомонас
- Peranema Dujardin, 1841 — Перанема